# 布拉班特的讓娜
布拉班特的讓娜（法語：Jeanne de Brabant，1322年6月24日—1406年12月1日），布拉班特女公爵，1355年至1406年在位。
1334年，讓娜與埃諾伯爵威廉二世結婚，兩人沒有子女。威廉二世去世後，讓娜於1352年與盧森堡公爵溫塞斯拉斯一世結婚，兩人亦沒有子女。1406年讓娜於布魯塞爾去世，她的外甥孫安托萬繼位為布拉班特公爵。